# کشیم نقره‌ای
کشیم نقره‌ای(نام علمی: Podiceps occipitalis) نام یک گونه از تیره کشیم است.